# Château de la Boube
Le château de la Boube est un édifice situé à Chevagnes, en France.

## Localisation
Le château est situé sur le territoire de la commune de Chevagnes, dans le département de l'Allier, en région Auvergne-Rhône-Alpes.

## Description
Le château se situe entre deux bâtiments de communs, qui ferment une cour au fond de laquelle se trouve le corps de logis.  

## Historique
La construction est de style Louis XIII.
Le portail d'entrée de l'édifice est inscrit au titre des monuments historiques en 1988.